# Notoxus albrechti
Notoxus albrechti là một loài bọ cánh cứng trong họ Anthicidae. Loài này được Telnov miêu tả khoa học năm 1998.